# Tyler (Familienname)
Tyler ist ein englischer Familienname.

## Herkunft und Bedeutung
Es handelt sich um eine Schreibvariante des Wortes tiler „Fliesenleger“.

## Namensträger
- Aisha Tyler (* 1970), US-amerikanische Schauspielerin
- Albert Tyler (1872–1945), US-amerikanischer Leichtathlet
- Alvin Tyler (Alvin „Red“ Tyler; 1925–1998), US-amerikanischer Jazz- und Rock-’n’-Roll-Saxophonist
- Amina Tyler (* 1994), tunesische Feministin
- Anne Tyler (* 1941), US-amerikanische Schriftstellerin
- Arthur Tyler (1915–2008), US-amerikanischer Bobfahrer
- Asher Tyler (1798–1875), US-amerikanischer Politiker
- Ashton Tyler (* 2006), US-amerikanischer Schauspieler
- Beverly Tyler (1927–2005), US-amerikanische Schauspielerin
- Brian Tyler (Schauspieler), US-amerikanischer Schauspieler
- Brian Tyler (Rennfahrer) (* 1967), US-amerikanischer Automobilrennfahrer
- Brian Tyler (Musiker) (* 1972), US-amerikanischer Komponist
- Brian Tyler (Manager),  US-amerikanischer Unternehmensleiter
- Buffy Tyler (* 1978), US-amerikanisches Nacktmodell
- Bonnie Tyler (* 1951), britische Rocksängerin
- Charles Tyler (1941–1992), US-amerikanischer Jazz-Saxofonist
- Claire Tyler, Baroness Tyler of Enfield (* 1957), britische Politikerin
- Dani Tyler (* 1974), US-amerikanische Softballspielerin
- David Gardiner Tyler (1846–1927), US-amerikanischer Politiker
- Devin Tyler (* 1986), US-amerikanischer Football-Spieler
- Devyn Tyler, US-amerikanische Schauspielerin
- Dorothy Tyler (1920–2014), englische Leichtathletin
- Francis Tyler (1904–1956), US-amerikanischer Bobfahrer
- Frederick Tyler (* 1954), US-amerikanischer Schwimmer
- Gary Tyler (* 1958), US-amerikanischer Häftling
- Ginny Tyler (1925–2012), US-amerikanische Synchronsprecherin
- Harold R. Tyler (1922–2005), US-amerikanischer Rechtsanwalt, Richter und Hochschullehrer
- Harry Tyler (1888–1961), US-amerikanischer Schauspieler
- James Tyler (Musiker) (1940–2010), US-amerikanischer Musiker (Gitarrist und Lautenist), Musikwissenschaftler
- James Tyler (Bobfahrer) (* 1960), US-amerikanischer Bobfahrer
- James C. Tyler (* 1935), US-amerikanischer Zoologe
- James Hoge Tyler (1846–1925), US-amerikanischer Politiker
- James Manning Tyler (1835–1926), US-amerikanischer Politiker
- James Michael Tyler (1962–2021), US-amerikanischer Schauspieler
- Joe Tyler (* 1948), US-amerikanischer Bobfahrer
- John Tyler (1790–1862), US-amerikanischer Präsident von 1841 bis 1845
- John Tyler senior (1747–1813), US-amerikanischer Politiker, Gouverneur von Virginia
- John Michael Kenneth Tyler alias Sean Tyla (1946–2020), britischer Rockmusiker und -sänger
- Johnny Tyler (1918–1961), US-amerikanischer Country-Musiker
- Judy Tyler (1932–1957), US-amerikanische Schauspielerin
- Julia Tyler (1820–1889), US-First Lady
- Kevin Tyler (* 1963), kanadischer Bobfahrer
- Letitia Tyler (1790–1842), US-First Lady
- Liv Tyler (* 1977), US-amerikanische Schauspielerin
- Lorraine K. Tyler (* 1945), britische Neuropsychologin
- Lucy Tyler-Sharman (* 1965), australische Radsportlerin
- Lyon Gardiner Tyler (1853–1935), amerikanischer Pädagoge, Ahnenforscher und Historiker
- Martin Tyler (* 1945), englischer Fußballkommentator
- Michael J. Tyler (1937–2020), australischer Herpetologe
- Morris Tyler, US-amerikanischer Politiker
- Moses Coit Tyler (1835–1900), US-amerikanischer Historiker und Literaturwissenschaftler
- Nelson Tyler (* 1934), US-amerikanischer Erfinder und Entwickler von Spezialkameras
- Nik Tyler (* 1984), US-amerikanischer Schauspieler
- Nikki Tyler (* 1972), US-amerikanische Pornodarstellerin
- Parker Tyler (1904–1974), US-amerikanischer Autor, Lyriker und Filmkritiker
- Paul Tyler, Baron Tyler (* 1941), britischer Politiker
- Priscilla Tyler (1816–1889), First Lady der Vereinigten Staaten
- Ralph W. Tyler (1902–1994), US-amerikanischer Erziehungswissenschaftler
- Rhys Tyler (* 1992), englischer Fußballspieler
- Richard Tyler (1928–1990), US-amerikanischer Tontechniker und Toningenieur
- Royall Tyler (1757–1826), US-amerikanischer Jurist und Schriftsteller
- Ruckus Tyler (19**–19**), US-amerikanischer Rockabilly-Sänger
- Steven Tyler (* 1948), US-amerikanischer Rock-Sänger
- Steven G. Tyler (1956–2007), US-amerikanischer Schauspieler
- T. Texas Tyler (1916–1972), US-amerikanischer Country-Musiker
- Timothy L. Tyler (* 1968), US-amerikanischer Staatsbürger
- Tom Tyler (Schauspieler) (1903–1954), US-amerikanischer Schauspieler
- Tom Tyler (Psychologe) (* 1950), US-amerikanischer Psychologe
- Tom Tyler (Philosoph), britischer Philosoph
- Walter Tyler  (1341–1381), englischer Bauernführer, siehe Wat Tyler
- Walter H. Tyler (1909–1990), US-amerikanischer Szenenbildner
- Wat Tyler († 1381), englischer Bauernführer
- William Tyler (Architekt) (1728–1801), englischer Architekt und Bildhauer
- William Barber Tyler (1806–1849), US-amerikanischer römisch-katholischer Geistlicher, 1. Bischof von Hartford
- William R. Tyler (1910–2003), amerikanischer Diplomat
- William Tyler (Musiker) (* 1979), US-amerikanischer Musiker
- Zach Tyler Eisen (* 1993), US-amerikanischer Schauspieler

## Künstlername
- Tyler, The Creator (* 1991; eigentlich Tyler Okonma), US-amerikanischer Rapper